# One: Number 31, 1950
One : Number 31, 1950 est l'un des plus grands et des plus importants exemples du dripping de l'expressionnisme abstrait de Jackson Pollock. Cette œuvre d'art a appartenu à un collectionneur privé jusqu'en 1968, date à laquelle elle a été achetée par le Museum of Modern Art (MoMA) de New York, où elle est exposée depuis lors.

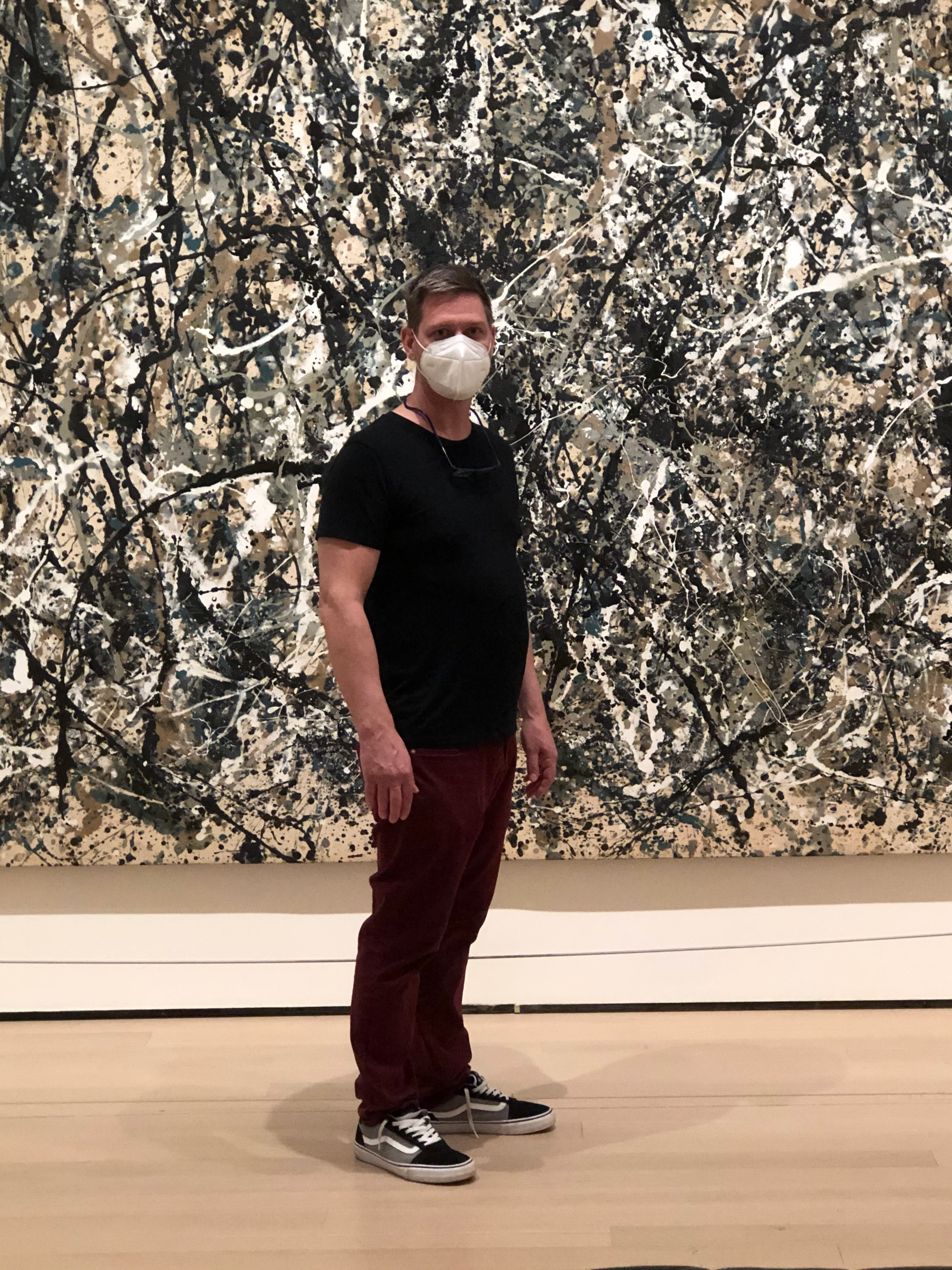
Kevin Bacon visite One: Number 31, 1950 au Museum of Modern Art de Manhattan.

## Contexte et style
One : Number 31, 1950 est l'une des trois peintures dripping à grande échelle, les deux autres étant Autumn Rhythm (Number 30) et Blue Poles, que Pollock a créées en 1950 dans sa grange-atelier emblématique d'East Hampton, à New York. Au cours de l'été 1950, alors que One: Number 31, 1950 était en cours de réalisation, le photographe Hans Namuth a été invité à prendre des photos pour documenter l'atelier et le travail de Pollock. À son arrivée, Namuth est d'abord déçu parce que Pollock a déclaré que la grande toile recouverte de peinture à l'huile et de peinture-émail était terminée ; cependant, ce sentiment d'insatisfaction a été de courte durée car Pollock a spontanément pris son pinceau et a commencé à répandre de la peinture noire, blanche et brune sur la toile dans ce que Namuth a décrit comme « une sorte de danse ».
Ce mélange complexe de « bronzes, bleus et gris traversés de noir et de blanc » à l'éclat variable a été la première des nombreuses peintures que Namuth a utilisées pour faire connaître au monde de l'art la peinture au goutte-à-goutte de Pollock, où ce dernier utilisait des bâtons, des pinceaux rigides et d'autres instruments pour projeter de la peinture sur une toile placée sur le sol sous lui,.
Cette peinture constitue l'un des nombreux exemples du mépris de Pollock pour le concept surréaliste selon lequel le hasard supplante la conscience humaine dans la création de l'art, car sa technique de peinture dripping encapsule les effets gravitationnels aléatoires de la peinture projetée sur la toile. Pollock estimait que dans toutes ses peintures au goutte-à-goutte, « il n'y a pas d'accident, tout comme il n'y a ni début ni fin ». En outre, lorsqu'il composait des œuvres comme One : Number 31, 1950, Pollock avait toujours été plus à l'aise sur le sol, comme il l'a déclaré : « Je suis plus à l'aise. Je me sens plus proche, je fais davantage partie du tableau, car de cette façon je peux en faire le tour, travailler sur les quatre côtés et être littéralement dans le tableau ».

## Symbolisme
One : Number 31, 1950 est une juxtaposition de couleurs tamisées avec des éclaboussures de peinture sur le dessus et représente un exemple indispensable d'œuvre d'art expressionniste abstraite. L'historien de l'art américain Stephen Polcari considérait que la peinture versée de Pollock représentait « une sorte d'équilibre dynamique figé de rythme et d'énergie sans fin » et estimait que les différentes combinaisons de courbes et de lignes droites interagissaient les unes avec les autres de manière à créer un schéma de lumière et de couleur si complexe qu'il ne pouvait être décrit dans le domaine de la géométrie euclidienne,,.
Les spécialistes du MoMA pensent que l'habileté inégalée de Pollock a été mise en évidence par les bandes de couleur entrelacées de l'œuvre qui, selon eux, ont contribué à donner une aura de puissance et de plénitude à la peinture dans son ensemble tout en préservant un sentiment d'élégance et de méticulosité dans les détails. Les spécialistes du MoMA mettent également l'accent sur le sentiment d'ordre fondamental au milieu du chaos et de l'infini de One : Number 31, 1950, qui ne contient aucun point focal ou motif principal ; cela sert de base aux interprétations du tableau, qui symbolise « l'intensité palpitante de la ville moderne, les rythmes primitifs de la nature et même les profondeurs infinies du cosmos ».

## Conservation et restauration
En 2013, One : Number 31, 1950 a été démonté de son point d'accrochage au MoMA et placé sur le sol à l'horizontale, afin que les conservateurs puissent analyser le tableau et préparer sa restauration. Tout d'abord, comme le tableau n'avait été dépoussiéré que depuis son entrée dans la collection du MoMA en 1968, il a été nettoyé à l'aide d'éponges et badigeonné avec une solution aqueuse ajustée chimiquement pour éliminer une couche de crasse jaune et d'autres saletés accumulées.
D'un point de vue physique, le tableau n'a pas eu besoin d'être changé, car son châssis le maintenait à une tension appropriée et la toile était fixée par une couche discrète d'adhésif de revêtement qui empêchait tout transfert d'acide. Toutefois, cette couche adhésive indiquait un traitement antérieur qui aurait été effectué avant 1968 ; étant donné que le dossier de conservation du tableau était minime avant que le MoMA ne l'achète, il est possible que le tableau ait également subi d'autres traitements, c'est pourquoi il a été comparé à une photo prise lors d'une exposition à Portland, dans l'Oregon, en 1962, afin de rechercher des divergences.
Les restaurateurs ont découvert qu'une zone de fissures, qui résulte de la dégradation naturelle de la peinture, avait été recouverte de ce qui a été confirmé par rayon X, examen ultraviolet, spectroscopie infrarouge à transformée de Fourier et spectrométrie de fluorescence X comme étant du surpeint. Après un examen plus approfondi et l'ajout d'un solvant, le surpeint blanc, qui recouvrait des détails de l'œuvre de Pollock, a été utilisé davantage sur les fissures que sur les pertes de la couche de peinture. Contrairement aux conservateurs des années 1960, qui considéraient qu'une peinture était immaculée et ne présentait aucun signe de vieillissement, les conservateurs du MoMA ont finalement fait le choix esthétique d'enlever le surpeint blanc sur les fissures et de simplement les retoucher avec de la peinture à l'eau afin de permettre une intrusion minimale dans l'aspect de la peinture originale.
En 2019, One : Number 31, 1950 pouvait être vu au MoMA par ses plus de 3 millions de visiteurs annuels. De plus, One : Number 31, 1950 est l'une des nombreuses peintures de Pollock qui a fait l'objet d'une analyse fractale utilisée pour prouver l'authenticité d'autres œuvres de Pollock et pour mieux comprendre la géométrie fractale en général.